# Antarchaea hypopsamma
Antarchaea hypopsamma är en fjärilsart som beskrevs av George Francis Hampson 1926. Antarchaea hypopsamma ingår i släktet Antarchaea och familjen nattflyn. Inga underarter finns listade i Catalogue of Life.